# Wisdom
Wisdom je bio mađarski power metal sastav iz Budimpešte. Osnovan krajem 2001. godine, sastav je poznat po pjesmama baziranim na dobro poznatim citatima. Većina teksta i svi omoti albuma su bazirani na životu staroga čovjeka, kultnog lika imena Wiseman.

## Povijest sastava
Sastav se prvobitno sastojao od basista Mate Molnara i gitarista Gabora Kovacsa. Molnar je volio Kovacsov postojeći sastav Legendary, i obojica su se složili da zajedno osnuju novu grupu. Kasnije su se pridružili Istvan Nachladal "Nahi" (vokalist), Balazs Hornyak (bubnjar) i Zsolt Galambos (gitarist), koji je također bio član Legendaryja. Sastav je nazvan po filmu iz 1986. Wisdom.
Wisdom su održali prvi koncert u Miškolcu 2002. godine. Također su bili prateća skupina Iron Maidenu, 2003. godine na turneji Give Me Ed... 'Til I'm Dead Tour. Zatim su bili istaknuti u motorističkom magazinu Born To Be Wild, što je rezultiralo povećanjem popularnosti sastava. Wisdom je također bio prateći sastav Saxona na turneji UDO-Doro tour. Dok su svirali na toj turneji, Ronny Milianowicz švedski/njemački producent, ponudio je skupini da objave Wisdom EP. EP je objavljen 3. srpnja, 2004. godine te se sastoji od 4 singla. Objavljen je kao besplatan CD u magazinu Metal Hammer. Tijekom snimanja EP-a Hornyak je napustio sastav, a zamijenio ga je Csaba Czebely. Nakon objave EP-a, Wisdom je bio još jedan prateći sastav grupi Ossian na njihovoj turneji iz 2005. godine.
Molnar je htio osmisliti maskotu sastava, Wisdom, baziran na Iron Maidenovom Eddiju ii Megadethovom Vicu. Tijekom snimanja njihovog prvog albuma ,grafički dizajner Gyula Havancsak, kreirao je figuru lika Wiseman, koji je postao maskota sastava. Svaki sljedeći EP ili album je govorio ponešto o životu Wisemana. Prvi samostalni koncert sastava održan je 19. studenog 2005. godine u Budimpešti, a zvao se Keep Wiseman Alive. Izvorno jednokratni koncert, Keep Wiseman Alive na koncu je evoluirao u dugogodišnji rad. Wisdom je 2006. godine bio prateći sastav grupi Helloween.
Nakon dvije godine, Wisdom se vratio izvođenju, kao prateći sastav grupi Judas Priest. Sastav je dobio novog vokalista Gabor Nagya 2010. godine, koji je pjevao na albumu Judas 2011. U cilju da promoviraju novi album, Wisdom je krenuo na turneju krajem 2010. Novi vokalist Nagy nosio je masku tijekom koncerata kao promotivni lik. Album je istaknuo Matsa Levéna, (Therion i Malmsteen kao gostujuće vokale.)
Na jesen, sastav je snimio spot za pjesmu "Heaven and Hell" za album Judas. Snimano je na području dvorca obitelji Festetics. U to vrijeme, sastav je slavio deset godina postojanja, što je dovelo do turneje Wise Years.
Godine 2012. sastav je potpisao ugovor za angažmane s Rock the Nation i producentsku kuću Noise Art Records. Gitarist Galambos je zamijenjen s Matom Bodorom. U kolovozu album Judas je objavljen širom svijeta i da ga promoviraju pridružili su se Sabatonu na njihovoj turneji Swedish Empire Tour.
Treći album sastava Marching for Liberty objavljen je 23. rujna 2013. godine, a distribuirao ga je NoiseArt Records.
Četvrti album sastava je objavljen 2016. godine pod nazivom Rise of the Wise.
Sastav je 1. travnja 2018. godine, na službenoj stranici objavio kako Wisdom prestaje s radom. Ipak, i dalje imaju planove napraviti i objaviti peti album.

## Članovi sastava

### Konačna postava
- Gabor Nagy - glavni vokali (2010. – 2018.)
- Gabor Kovacs - gitara, prateći vokali (2001. – 2018.)
- Anton Kabanen - gitara (2015. – 2018.)
- Mate Molnar - bas-gitara (2001. – 2018.)
- Tamás Tóth - bubnjevi (2014. – 2018.)

### Bivši članovi
- Istvan Nachladal – glavni vokali (2001. – 2007.)
- Mate Bodor - gitara (2012. – 2015.)
- Zsolt Galambos - gitara (2001. – 2012.)
- Balazs Agota - bubnjevi (2008. – 2014.)
- Peter Kern - bubnjevi (2006. – 2008.)
- Csaba Czebely - bubnjevi (2004. – 2005.)
- Balazs Hornyak - bubnjevi (2001. – 2003.)

## Diskografija
Studijski albumi
- Words of Wisdom (2006.)
- Judas (2011.)
- Marching for Liberty (2013.)
- Rise of the Wise (2016.)

EP-ovi
- Wisdom (2004.)
- At the Gates (2007.)